# Isoberlinia
Isoberlinia je rod rostlin z čeledi bobovité. Jsou to stromy se zpeřenými listy a bělavými, nepříliš nápadnými květy s dlouhými tyčinkami. Plodem je plochý lusk. Rod zahrnuje 5 druhů a je rozšířen téměř v celé tropické Africe. Nejvýznamnější a nejvíce rozšířený druh je Isoberlinia doka. V některých oblastech Afriky tvoří Isoberlinia převládající složku lesních porostů.

## Popis
Zástupci rodu Isoberlinia jsou beztrnné stromy se sudozpeřenými střídavými listy složenými ze 2 až 5 párů vstřícných nebo téměř vstřícných, řapíčkatých lístků. Palisty jsou intrapetiolární, srostlé nebo v horní části volné. Na listové čepeli nejsou prosvítavé tečky. Kalich je většinou pětičetný. Korunních lístků je většinou 5, řidčeji 6. Horní korunní lístek je většinou o něco delší nebo širší než ostatní nebo má jiný tvar. Tyčinky jsou dlouhé, většinou v počtu 10, řidčeji více (až 14). Semeník je přisedlý až krátce stopkatý a nasedající na trubkovité hypanthium. Obsahuje 4 až 8 vajíček. Plodem je zploštělý, pružně až explozivně pukající lusk, obsahující zploštělá, vejčitě eliptická semena.

## Rozšíření
Rod zahrnuje 5 druhů. Vyskytuje se výhradně v tropické Africe. Areál rozšíření sahá od tropické západní Afriky na východ po Súdán a na jih po Zambii a Malawi. Rozsáhlý areál mají v tropické Africe druhy Isoberlinia doka, I. tomentosa a I. angolensis. Naopak zbývající 2 druhy jsou endemity jedné země: I. paradoxa v Dem. rep. Kongo, I. scheffleri v Tanzanii.
V některých oblastech tropické Afriky tvoří Isoberlinia dominantní složku lesních porostů typu miombo, označovaných jako Isoberlinia woodland. Tento typ vegetace je hojný např. v oblasti severoguinejských savan. Převažují zde druhy Isoberlinia doka a I. tomentosa, jednotlivé stromy jsou poměrně řídké, ale se zapojeným korunním patrem. Jsou promísené některými dalšími dřevinami, jako je máslovník africký (Vitellaria paradoxa), parkie (Parkia) nebo vrcholáky (Terminalia).

## Taxonomie
Rod Isoberlinia je v rámci čeledi bobovité řazen do podčeledi Detarioideae. Řada druhů řazených v minulosti do tohoto rodu byla v roce 1950 přeřazena do rodu Julbernardia.

## Význam
Dřevo Isoberlinia doka je obchodováno pod názvy abogo nebo sau. Využívá se zejména v truhlářství, místně i na zemědělské náčiní, kůly, ohrady a podobně. Často slouží k výrobě dřevěného uhlí. Druh je využíván také v domorodé medicíně např. k léčení malárie a zranění a proti střevním parazitům. Na listech Isoberlinia angolensis žije několik druhů jedlých housenek, které vyhledávají domorodí Afričané jako potravu. Dřevo je používáno jako výdřeva v dolech. Na listech Isoberlinia doka žijí housenky můr Epanaphe moloneyi a Gastroplakaeis rufescens, z jejichž kokonů se získává hedvábí.

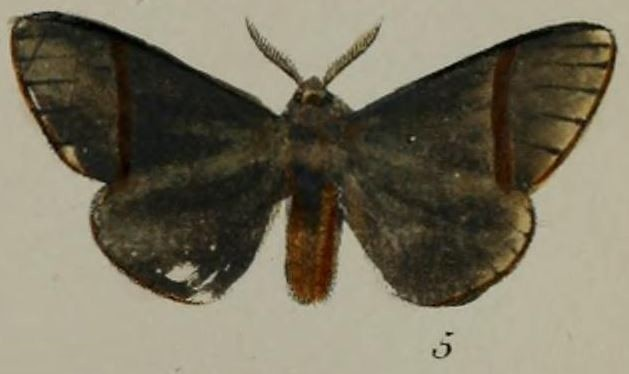
Můra Epanaphe moloneyi